# Francesco Sprovieri
Francesco Sprovieri (Acri, 19 maggio 1826 – Roma, 7 febbraio 1900) è stato un giurista e politico italiano.
Fu senatore del Regno d'Italia nella XVII legislatura, colonnello nell'Esercito, eroe Garibaldino, deputato del Regno d'Italia e massone.

## Biografia
Ventiduenne, da Napoli, dov'era studente distratto e poco brillante, il 23 aprile 1848 invia alla madre, per mano del fratello Vincenzo Sprovieri, una lettera dove, tra l'altro, scrive: “Quanti figli sono andati alle pianure della Lombardia delle primarie famiglie, anche con me partirà il figlio di Statella e il figlio del ministro Dragonetti in questa guerra ci sono andati i figli dei re. Quanti figli ò veduto partire accompagnati dalla loro madre, e dopo saliti il Vapore ci anno dato la S(anta).B(enedizione)“.
Intanto il 29 aprile dello stesso anno, Pio IX sconfessò il suo esercito inviato in Lombardia e ne ordinò il rientro. Seguendone l'esempio anche il Re di Napoli richiamò il suo contingente, comandato da Guglielmo Pepe e di cui faceva parte Francesco Sprovieri, ma, come è noto, il Pepe si rifiutò ed insieme alle truppe a lui fedeli si diresse verso Venezia assediata. Da li, o meglio, dal Forte di Marghera l'entusiasta Sprovieri, il 12 novembre 1848 scrive ancora alla madre: “Veneratissima Sig(no)ra Madre, con altre mie vi ò fatto conoscere che frutti stavano qui, e vi dico di più che si mangia bene, vi sono teatri in prosa in musica e tutti quelli divertimenti che voi volete. Godo più qui, che in Napoli stesso, qui che sto in faccia all'innimico, specialmente dove sto, che l'innimico è un miglio quasi di stanza da noi.” ed ancora “Or mi ratrovo in Marghera di presidio, ma in altri pochi giorni sarò a Venezia con tutto il battaglione. Sto bene vi posso dire, così spero sentire di voi e di tutti la famiglia. Le cose della guerra vanno lo stesso qui, la flotta Sarda è ancora qui, soltanti pochi ma però faccendo parte della squadra mantengono bloccato Venezia”.
Nella lettera successiva del 6 febbraio 1849, scritta da Venezia ed indirizzata ancora alla madre, non sconfessa il suo operato e la sua scelta di uomo d'armi accennando anche, nel caso le cose volgano al peggio, di imbarcarsi per l'Africa “e collá sarei anche Ufficiale”, ma poi prosegue e si sofferma sui lussi veneziani “Quanto belle cose sono qui di lusso e di gallenteria che costano per niente [..............] in paragone di Napoli”.
Ma con la lettera scritta da Venezia, il 10 aprile 1849, ed indirizzata non a caso al fratello Vincenzo, quasi con angoscia descrive: “dopo li succeduti avvenimenti no vi ò dato nessuna nuova, per non affliggervi. Noi siamo ritirati ciascuno alle rispettive guarnigione. Caro fratello nel mentre che ci combattavamo coll'inimico, il cielo semprava propizio, ma tutto ad un tratto si cambiò, che quasi rilevai tutte le sciagure avvenute, quanto tutto succedé il 23 di marzo scorso. Non tardate a scrivere a zio Vincenzo B[...] di mandarmi il danaro che ne ò molto bisogno, specialmente in questi tempi.”.
Dopo la caduta di Venezia, il 27 agosto 1849 gli austriaci entravano e gli strenui difensori ne uscivano per prendere la strada dell'esilio. Tra questi, Francesco “Don Ciccio” Sprovieri, che ritroviamo “Umilissimo” a Torino dove gli giunse una lettera, scritta da un amico di Casale (Monferrato) il 16 maggio 1852, da recapitare al “Caffe della Bandiera”.
La lettera scritta dalla madre, l'8 luglio 1854 e spedita da Acri, arriva a Torino nel momento in cui Sprovieri si trovava a Genova e dove gli fu reindirizzata. Essa recita maternamente saggi e oggettivi consigli: "Voi intanto menate una via religiosa e studiosa applicandovi alla lingua italiana per comparire nella società”.
Ancora il 19 febbraio 1856, a Torino, il nostro ormai trentenne, riceve una lettera scritta ancora dalla madre, ad Acri il 24 gennaio 1856, in cui questa non si risparmia in ulteriori raccomandazioni: “Credo che sia molto nocevole alla vostra salute il fumo ed il tabacco e l'abuso dei liquori e venere, parmi ve ne potrete astenere”. Ma nel 1859 gli avvenimenti fortunatamente precipitano e “Don Ciccio”, inquadrato come sottotenente nel I Reggimento dei Cacciatori delle Alpi, partecipa nella notte del 30 maggio 1859 allo sfortunato assalto del forte di Laveno. In quella circostanza fu ferito a bruciapelo al gomito sinistro e nella lettera speditagli da Bergamo il 21 dicembre 1859, ed indirizzatagli a Torino dov'era in convalescenza, un suo commilitone gli comunicava l'esigenza di redigere uno stato di servizio a fini pensionistici. Lo Sprovieri, ardimentoso combattente, redige non senza incredibili fatiche linguistiche la copia, dove tra l'altro si legge: “Brevetto del Comandante dell'armata Napoletana. Brevetto del governo veneto [........]. Gli ordini del giorno del comando generale dell'armata coi quali il supplicante vien rimunerato con menzione onorevole, l'ordine del giorno di S(stato). M(aggiore). N.16 e la medaglia d'argento al valor militare per il fatto per lo quale fu ferito e l'ordine del giorno di S.M. N. 44. La medaglia d'argento dal ministero [dell'interno] con il motto, benemerito della patria.”.
Da lì a continuare le avventure garibaldine il passo fu breve. Imbarcatosi a Quarto, durante la navigazione diventa pro-tempore comandante della III Compagnia col grado di capitano al posto dello sdegnato Francesco Stocco. Questi, convinto repubblicano, solo sulla nave seppe che l'operazione dei mille si svolgeva in nome di Vittorio Emanuele II e rifiutò l'incarico. Ed è proprio nelle vesti di comandante che Sprovieri redige la bozza doppia del rapporto da presentare a Garibaldi dopo la battaglia di Calatafimi del 15 maggio 1860. Questo “elaboratissimo” documento, anche se mutilato della data, fu scritto da un letto d'infermeria. Nella colonna di sinistra esso recita: Calatafim(i) (data strappata) Rapporto del Combattimento del monte di Pianto Romano. Non prima di oggi posso far rapporto del combattimento del 15 corrente essendo stato ferito a bruciapelo da una palla che da un lato della gola uscì dalla spalla destra. La compagnia fu piazzata sulla vallata della montagna alla cacciatora. Appena il nemico apri il fuoco essa senza colpo tirare a passo di carica si scagliò contro lo stesso contribuendo così a far piegare i cacciatori napoletani che ripiegavano dentro il monte Pianto Romano unendosi al grosso dei loro compagni. Di poi si scagliò contro il nemico che in grosse colonne stava sul monte dove fervea il più accanito combattimento.
La compagnia tutta che adempi al proprio dovere ebbi molti feriti [segue elogiando i singoli soldati e si firma] Sprovieri Francesco Capitano Comandante la Compagnia”. Ormai siamo a Napoli e la lettera speditagli da Cosenza il 2 ottobre 1860, giorno degli ultimo scontro nella grande battaglia del Volturno, fu indirizzata nella città partenopea dove venne letta dal neo “Colonnello nella Brigata Militarizzata” (ex Brigata volontari garibaldini) probabilmente solo dopo il suo ritorno dal fronte del Volturno. È sempre l'attentissima madre a scrivere: “...Ho ricevuto la vostra lettera in data del 19, e che voi stesso dite attassata, mentre di sopra vi è il bollo del giorno 29 da Napoli .....”. Ancora la madre, sollevatissima, gli scrive una lettera spedita da Cosenza l'11 ottobre 1860 ed indirizzata a Napoli, dove si legge: “Mio Benedetto figlio, Ho ricevuto la vostra in data di 4 [ottobre n.d.t.], e ci ha colmati di consolazione nel sentirvi sano e salvo, mentre i Giornali così detti Il Nazionale, l’Italia e il Garibaldi recavano la vostra morte, parmi [opportuno a.d.t.] scriverci spesso, e cercate di avere un permesso per qualche mese”. Garbatissima la lettera di supplica speditagli da un professore di fisica nel Liceo della città bruzia, inviatagli da Cosenza il 15 maggio 1861 essa fu indirizzata a Torino dov'era “Tenente Colonnello dell'Armata dell'Italia Meridionale”. Questa volta, inviata da Acri il 27 dicembre 1861, la lettera scritta dalla madre viene considerata in franchigia perché indirizzata al "Sig. Colonnello Francesco Sprovieri Deputato Torino”.
A titolo di prova del continuo andirivieni dal sud al nord e viceversa, il nostro “Don Ciccio” ci lascia a testimone questa ricevuta di un vaglia postale da 140 Lire spedito da Cosenza il 24 marzo 1863 per il beneficiario residente a Cantù. Ma chi si aspetta per lui un meritato riposo nella campagna cosentina resta deluso, perché il nostro “Sprovieri Cav.[aliere] Francesco Luogotenente Colonnello in ritiro”, si trovava a Genova il giorno 18 dicembre 1865 quando gli giunse l'ennesima lettera scritta dalla madre.
Siamo alla vigilia della Terza Guerra d'Indipendenza e tra le cancellerie del Regno d'Italia e del Regno di Prussia si vanno affinando gli accordi per una guerra contro l'Impero austriaco, sanciti il 6 aprile 1866 con un trattato di alleanza militare. Lo Sprovieri arruolatosi nel Corpo Volontari Italiani di Giuseppe Garibaldi operò in Trentino e ci lascia questa ricevuta scritta dal commesso postale di Vestone il 20 luglio 1866, lo stesso giorno della battaglia navale di Lissa, dove si annota tra l'altro: “Diritti Postali del Vaglia Sprovieri £ 1.20 francobolli relativi £ 0.20”. Il giorno dopo si sarebbe combattuta la battaglia di Bezzecca ed ignoro il motivo per cui Francesco Sprovieri sostituì Giovanni Nicotera a capo del 6º Reggimento Volontari Italiani.
L'ultima lettera in mio possesso riguardante il periodo risorgimentale fu spedita da Modena ed indirizzata a “Don Ciccio” all'indirizzo “Posta Militare”. Concludo riportando parte degli atti parlamentari del Senato del 7 febbraio 1900 presieduti da Giuseppe Saracco: “In piego sigillato ho ricevuto due lettere: una è del signor Marcello Oneto il quale scrive così: Eccellenza, compio al doloroso incarico di parteciparle, a nome della famiglia, che l'onorevole senatore Francesco Sprovieri spirava questa mattina qui in Roma alle ore 8, nella sua abitazione in via Milano, 24. Le rimetto una lettera lasciata scritta dall'onorevole Sprovieri per l'eccellenza sua. Leggo ora la lettera del senatore Sprovieri: Eccellenza, trovandomi qui in Acri, sano di mente, ma ammalato, prego l'eccellenza vostra che alla mia morte non mi sia fatta nessuna commemorazione nel Senato, né si devono inviare condoglianze alla mia famiglia. Muoio tranquillo perché ho amato sinceramente la patria, senza interesse alcuno. I miei ringraziamenti e la saluto. Francesco Sprovieri".